# ديك بوند (سياسي)
ديك بوند (بالإنجليزية: Dick Bond) هو سياسي أمريكي، ولد في 23 أبريل 1921 في سبوكين في الولايات المتحدة، وتوفي في 25 مارس 2015. حزبياً، نشط في الحزب الجمهوري. وقد انتخب عضو مجلس نواب واشنطن.